# Beat Zberg
Beat Zberg (Altdorf, 10 de mayo de 1971) es un ciclista suizo, profesional desde 1992 hasta 2007, carrera en la cual logró 33 victorias.
Su mejor resultado en el Tour de Francia fue el 11.º lugar logrado en 1997. En el Giro de Italia, fue 12.º en 1996.
Sus hermanos menores Markus y Luzia fueron también ciclistas profesionales coincidiendo con Luzia en el mismo equipo en 1992 (debido a que el ciclismo femenino era amateur a principios de los 90 se permitían equipos mixtos).

## Palmarés
| 1989 - Gran Premio Rüebliland 1992 - Estrella de Bessèges - 3.º en el Campeonato de Suiza en Ruta - Trofeo Matteotti - Giro de la Romagna 1993 - Giro del Piamonte 1994 - 2.º en el Campeonato de Suiza Contrarreloj - 1 etapa de la Vuelta a Asturias 1995 - 1 trofeo de la Challenge a Mallorca (Trofeo Calviá) - 1 etapa del Tour de Romandía - Vuelta a Asturias, más 1 etapa 1996 - Tour de Berna - Gran Premio de Fráncfort - 2.º en el Campeonato de Suiza en Ruta 1997 - Subida a Urkiola - Coppa Placci - Giro del Mendrisiotto | 1998 - Vuelta a Austria, más 1 etapa - Campeonato de Suiza Contrarreloj 2001 - Gran Premio de Winterthur - 1 etapa de la Vuelta a España 2002 - 1 etapa de la Vuelta al País Vasco 2003 - 1 etapa de la Semana Catalana 2004 - 1 etapa de la Semana Catalana - 1 etapa de la Vuelta al País Vasco 2006 - 1 etapa de la Vuelta a Baviera - GP Kanton Aargau 2007 - Campeonato de Suiza en Ruta - 1 etapa del Tour de l'Ain |

## Resultados en Grandes Vueltas y Campeonato del Mundo
| Carrera              | Carrera              | 1991 | 1992 | 1993 | 1994 | 1995 | 1996 | 1997 | 1998 | 1999  | 2000 | 2001 | 2002 | 2003 | 2004 | 2005 | 2006 | 2007 |
| -------------------- | -------------------- | ---- | ---- | ---- | ---- | ---- | ---- | ---- | ---- | ----- | ---- | ---- | ---- | ---- | ---- | ---- | ---- | ---- |
|                      | Giro de Italia       | —    | —    | —    | —    | —    | 12.º | —    | —    | —     | —    | —    | —    | —    | —    | —    | —    | —    |
|                      | Tour de Francia      | —    | —    | —    | 27.º | 29.º | Ab.  | 11.º | 40.º | 109.º | —    | —    | 27.º | —    | —    | 93.º | Ab.  | —    |
|                      | Vuelta a España      | —    | —    | —    | —    | —    | —    | —    | —    | —     | —    | 31.º | —    | 77.º | —    | —    | —    | —    |
| Mundial en Ruta      | Mundial en Ruta      | —    | 44.º | 59.º | Ab.  | —    | 36.º | Ab.  | 33.º | 16.º  | 27.º | 10.º | 75.º | 21.º | —    | —    | 97.º | 17.º |
| Mundial Contrarreloj | Mundial Contrarreloj | X    | X    | X    | —    | —    | —    | —    | 6.º  | 19.º  | —    | —    | —    | —    | —    | —    | —    | —    |

—: No participa

Ab.: Abandono

X: No se disputó

## Equipos
- Helvetia (1991[3] -1992)
  - Helvetia-La Suisse (1991)[3]
  - Helvetia (1992)
- Carrera (1993-1996)
  - Carrera Jeans-Tassoni (1993-1995)
  - Carrera Jeans (1996)
- Mercatone Uno (1997)
- Rabobank (1998-2003)
- Gerolsteiner (2004-2007)